# Фонвизин, Денис Иванович
Дени́с Ива́нович Фонви́зин, Фон-Визин (3 (14) апреля 1745, Москва — 1 (12) декабря 1792, Санкт-Петербург) — русский писатель, один из наиболее значимых драматургов екатерининской эпохи, автор пьес «Бригадир» и «Недоросль» — первых в истории русского театра комедий нравов; прозаик, поэт, переводчик и публицист. Секретарь главы русской дипломатии Никиты Панина, статский советник (1781). Старший брат сенатора Павла Фонвизина.

## Происхождение
Родился в семье Ивана Андреевича Фонвизина, образ которого позже воплотил в своём любимом герое Стародуме в произведении «Недоросль». Родоначальником Фонвизиных был немецкий барон Питер фон Визен, взятый в плен во время Ливонской войны (1558—1583), в царствование Ивана Грозного. После войны барон остался в России и поступил на русскую службу. Его внук при царе Алексее Михайловиче принял православие.
Фамилия Фон-Визен (нем. von Wiesen) или, с русифицированным окончанием Фон-Визин, писалась в XVIII веке в два слова или через дефис; это же правописание сохранялось до середины XIX века. Написание «Фон-Визин» использовал автор первой крупной биографии Фонвизина — князь Пётр Вяземский. Слитное написание установлено литературоведом второй половины XIX века Николаем Тихонравовым, хотя уже Пушкин находил это начертание правильным как придающее более русский характер фамилии писателя, который был, по выражению Пушкина, «из перерусских русским».

## Биография
Начальное образование будущий писатель получил дома, как и остальные семеро детей. Поступил в дворянское отделение университетской гимназии (1755), где, добившись успехов в изучении латыни, попал в высший латинский класс и слушал лекции И. М. Шадена по логике и нравственной философии. Награждён серебряной (1756) и двумя золотыми медалями (1759 и 1761) за «первенство в высших классах» и успехи в высшем немецком классе. В 1760 году Фонвизину также была присуждена золотая медаль, но награждение медалью было заменено производством в воинский чин. В 1760 году в числе лучших учеников Фонвизин и его брат Павел в сопровождении директора университета И. И. Мелиссино совершили поездку в Санкт-Петербург для представления куратору университета И. И. Шувалову, в доме которого Фонвизин беседовал с М. В. Ломоносовым. В столице познакомился с первым руководителем русского театра Сумароковым и впервые увидел театральное представление в профессиональном театре — постановку пьесы «Генрих и Пернилл» датского писателя, основоположника датской драмы Людвига Хольберга. Познакомился с актёрами Ф. Г. Волковым и И. А. Дмитриевским. Был произведён в студенты Московского университета (1761), однако образование продолжать не стал. 
Был принят на службу в Коллегию иностранных дел переводчиком с чином поручика в конце октября 1762 года. Одновременно со службой в Коллегии (с 1763) был причислен к кабинет-министру императрицы и литератору И. П. Елагину и 3 декабря 1764 года стал одним из его секретарей.
В 1761 году по заказу одного из московских книготорговцев Фонвизин перевёл с немецкого басни Хольберга. Затем, в 1762 году, он переводит политико-дидактический роман французского писателя аббата Террасона «Геройская добродетель или жизнь Сифа, царя египетского», написанный в манере знаменитого «Телемака» Фенелона, трагедию Вольтера «Альзира или американцы», «Метаморфозы» Овидия; в 1769 году сентиментальную повесть Грессе «Сидней и Силли, или Благодеяние и благодарность», получившую у Фонвизина название «Корион». Любимым его писателем был Руссо.
Одновременно с переводами стали появляться и оригинальные произведения Фонвизина, окрашенные в резко сатирические тона. Так, предположительно к 1760-м годам относится не опубликованная при жизни автора пьеса, так называемый «ранний „Недоросль“», впервые изданная только в томе 9—10 серии «Литературное наследство» в 1933 году. Её действующие лица — прообразы персонажей знаменитого «Недоросля». Так, Аксен схож с Простаковым, Улита — с Простаковой, а Иванушка — с Митрофаном. Существует также версия, что ранний «Недоросль» не принадлежит Фонвизину.
Фонвизин находился под сильнейшим воздействием французской просветительской мысли от Вольтера до Гельвеция. Он сделался постоянным участником кружка русских вольнодумцев, собиравшихся в доме князя Козловского. В комедии «Бригадир» действуют две семьи провинциальных помещиков. Образ Ивана, сына бригадира, неистового галломана, занимает центральное место.
Литературные занятия Фонвизина оказали ему помощь и в его служебной карьере. Обратил на себя внимание его перевод трагедии Вольтера и в 1763 году. Фонвизин, служивший тогда переводчиком в иностранной коллегии, был назначен состоять при уже известном тогда кабинет-министре Елагине, под началом которого служил и Владимир Игнатьевич Лукин. Ещё большим успехом пользовалась его комедия «Бригадир», для прочтения которой самой императрице автор был приглашён в Петергоф, после чего последовали и другие чтения, в результате которых он сблизился с воспитателем Павла Петровича, графом Никитой Ивановичем Паниным. В 1769 году Фонвизин перешёл на службу к Панину, сделавшись, в качестве его секретаря, одним из наиболее близких и доверенных лиц. Перед смертью Панина Фонвизин, по его непосредственным указаниям, составил «Рассуждение о истребившейся в России совсем всякой форме государственного правления и от того о зыблемом состоянии как империи, так и самых государей». Это произведение содержит исключительно резкую картину деспотического режима Екатерины и её фаворитов, требует конституционных преобразований и прямо угрожает в противном случае насильственным переворотом. 
5 сентября 1774 года Фонвизин женился на Екатерине Ивановне Хлоповой (1746—1796), вдове штык-юнкера А. А. Хлопова и дочери богатого купца Роговикова. Венчание было в Петербурге в Исаакиевском соборе. Этот брак улучшил материальное положение Фонвизина, в приданное он получил дом на Галерной улице, в котором и поселился с женой.
В 1777—1778 годах Фонвизин выехал с женой за границу и довольно долго находился во Франции. Отсюда он писал письма своей сестре Ф. И. Аргамаковой, П. И. Панину (брату Н. И. Панина), Я. И. Булгакову. Эти письма носили ярко выраженный общественно-социальный характер. Острый ум Фонвизина, наблюдательность, умение разобраться в экономических, социальных и политических явлениях в жизни французского общества позволили ему нарисовать исторически верную картину феодально-абсолютистской Франции. Изучая французскую действительность, Фонвизин желал глубже понять процессы, происходящие не только во Франции, но и в России, и найти пути к улучшению социально-политического порядка на родине. Он оценивал по достоинству то, что заслуживает внимания во Франции — торговлю и промышленность.
В августе 1778 года Фонвизин встречался в Париже с Бенджамином Франклином. По словам П. А. Вяземского, «представитель юного просвещения России был собеседником с представителем юной Америки». Существует предположение, что Франклин послужил прообразом Стародума в комедии «Недоросль» (1781).
Одним из лучших произведений русской публицистики является «Рассуждение о непременных государственных законах» (конец 1782 — начало 1783 гг.), в котором, в частности, Фонвизин подчёркивает, что «на демократию же и походить не может земля, где народ, пресмыкаясь во мраке глубочайшего невежества, носит безгласно бремя жестокого рабства». Предназначалось оно для воспитанника Никиты Панина — будущего императора Павла Петровича. Говоря о крепостном праве, Фонвизин считает необходимым не уничтожение его, а введение в «пределы умеренности». Его пугала возможность новой пугачёвщины, необходимо пойти на уступки, чтобы избегнуть дальнейших потрясений. Отсюда основное требование — введение «фундаментальных законов», соблюдение которых необходимо и для монарха. Наиболее впечатляющим является нарисованная писателем-сатириком картина современной ему действительности: безграничный произвол, охвативший все органы государственного управления.
21 октября 1783 года Фонвизин одновременно с Г. Р. Державиным, М. М. Херасковым и другими стал членом Российской Академии и принял деятельное участие в работе по созданию Словаря Академии Российской. На заседании 11 ноября он читал «Начертание» для составления Словаря. После нескольких обсуждений основные положения «Начертания» были приняты большинством членов Академии.

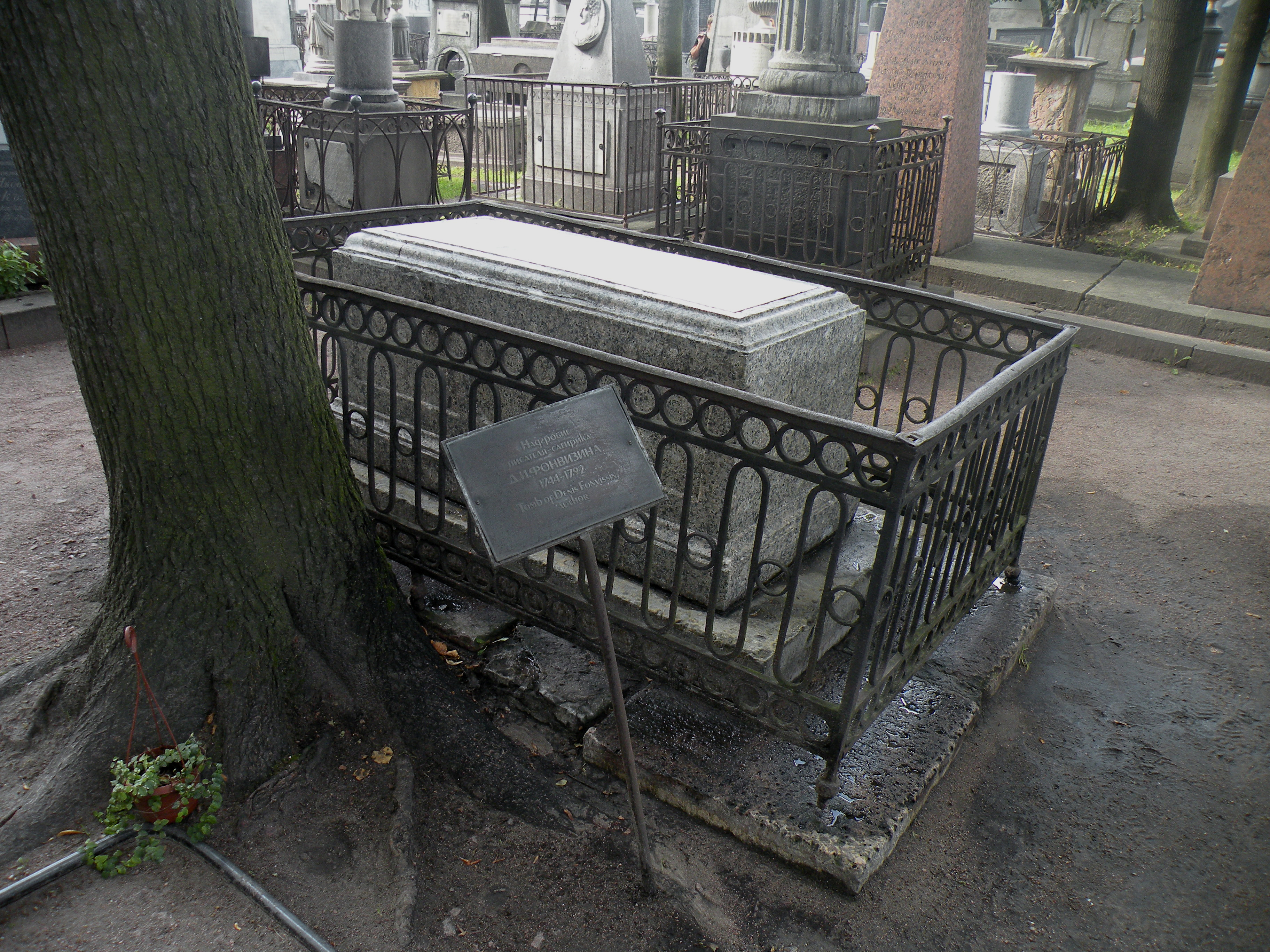
Надгробие Д. И. Фонвизина

Выйдя в отставку, Фонвизин, несмотря на тяжёлую болезнь (паралич), до конца жизни занимался литературным трудом, но встретил непонимание и резкое неодобрение в лице императрицы Екатерины II, запретившей Фонвизину издавать пятитомное собрание сочинений. Литературное наследие последнего периода жизни писателя состоит главным образом из статей для журнала и из драматических произведений: комедии «Выбор гувернёра» и драматического фельетона «Разговор у княгини Халдиной». Кроме того, в последние годы своей жизни он работал над автобиографией «Чистосердечное признание». В своих мемуарах И. И. Дмитриев вспоминает, что 30 ноября 1792 года, за день до своей смерти, Фонвизин в доме Державина слушал свою комедию «Гувернёр».
В. Ф. Ходасевич в своей книге «Державин», написанной на основе материалов Я. К. Грота пишет, что Фонвизина, опирающегося на палку, привели буквально под руки, и он в течение нескольких часов удерживал внимание всех собравшихся. На следующий день он умер.
Скончался Фонвизин 1 декабря 1792 года. Похоронен в Александро-Невской лавре на Лазаревском кладбище (V уч., Фонвизинская дорожка).  Екатерина Ивановна пережила мужа на 4 года.
На надгробном камне могилы Фонвизина между изображением креста вверху и адамовой головой внизу была выбита надпись: «Под сим камнем погребено тело статского советника Дениса Ивановича Фонвизина. Родился в 1745 году, апреля 3 дня. Преставился в 1792 году декабря 1 дня. Жизнь его была 48 лет, 7 месяцев и 28 дней».

## Память

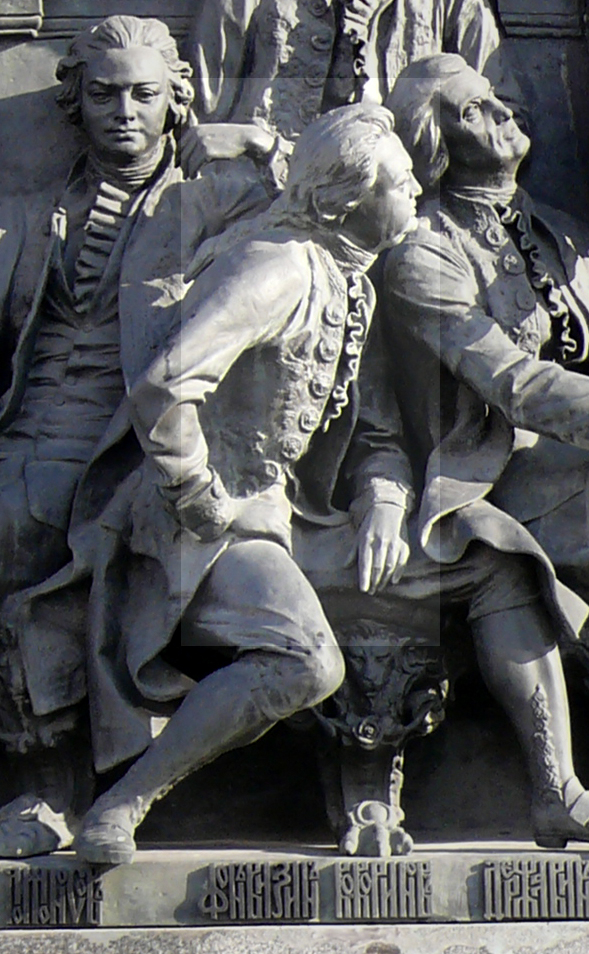
Д. И. Фонвизин на Памятнике «1000-летие России» в Великом Новгороде

По состоянию на 2013 год имя Фонвизина носят семнадцать улиц и один переулок в городах России, в том числе, улица Фонвизина в Москве, в Махачкале. Улицы Фонвизина есть также в Запорожье, Харькове и Херсоне Украины, в Алма-Ате Казахстана. В Москве в 2016 году открылась станция метро Фонвизинская.

## Отзывы о Фонвизине
Пушкин очень высоко ценил весёлость и крайне сожалел, что в русской литературе «так мало истинно весёлых сочинений». Вот почему он с любовью отметил эту особенность дарования Фонвизина, указав на прямую преемственность драматургии Фонвизина и Гоголя.
«В произведениях этого писателя впервые выявилось демоническое начало сарказма и негодования, которому суждено было с тех пор пронизать всю русскую литературу, став в ней господствующей тенденцией», — отмечал А. И. Герцен.
Говоря о творчестве Фонвизина, известный литературный критик Белинский писал: «Вообще для меня Кантемир и Фонвизин, особенно последний, самые интересные писатели первых периодов нашей литературы: они говорят мне не о заоблачных первостепенностях по случаю плошечных иллюминаций, а о живой действительности, исторически существовавшей, о правах общества».

## Образ Фонвизина в литературе
- Фонвизин упоминается без обозначения имени в повести Гоголя «Ночь перед Рождеством»:

— … Право, мне очень нравится это простодушие! Вот вам, — продолжала государыня, устремив глаза на стоявшего подалее от других средних лет человека с полным, но несколько бледным лицом, которого скромный кафтан с большими перламутровыми пуговицами показывал, что он не принадлежал к числу придворных, — предмет, достойный остроумного пера вашего!
— Вы, ваше императорское величество, слишком милостивы. Сюда нужно, по крайней мере, Лафонтена! — отвечал, поклонясь, человек с перламутровыми пуговицами.
- Фонвизин упоминается в романе А. С. Пушкина «Евгений Онегин» в строфе о русском театре:

Там в стары годы,
Сатиры смелой властелин,
Блистал Фонвизин, друг свободы,
и переимчивый Княжнин…
- Отдельно Фонвизину посвящено произведение А. С. Пушкина «Тень Фонвизина», где Фонвизин, будучи призраком, посещает русских поэтов Кропова, Хвостова, Державина с целью наказать или поощрить поэтов.
- С именем Фонвизина связан известный исторический анекдот о фразе «Умри, Денис, лучше не напишешь».
- Старообрядцы полностью включили в своё сочинение «Век осьмый» текст сатиры Фонвизина «Послание к слугам моим Шумилову, Ваньке и Петрушке» без названия и, в традиции русских летописей, без ссылки на автора[13].